# 스미토모 부동산 롯폰기 그랜드 타워
스미토모 부동산 롯폰기 그랜드 타워(일본어: 住友不動産六本木グランドタワー, 영어: Sumitomo Fudosan Roppongi Grand Tower)는 도쿄도 미나토구 롯폰기에 있는 일본의 마천루이다. 높이는 230.76m, 지상 40층과 지하 5층으로 돼있다.

## 사진

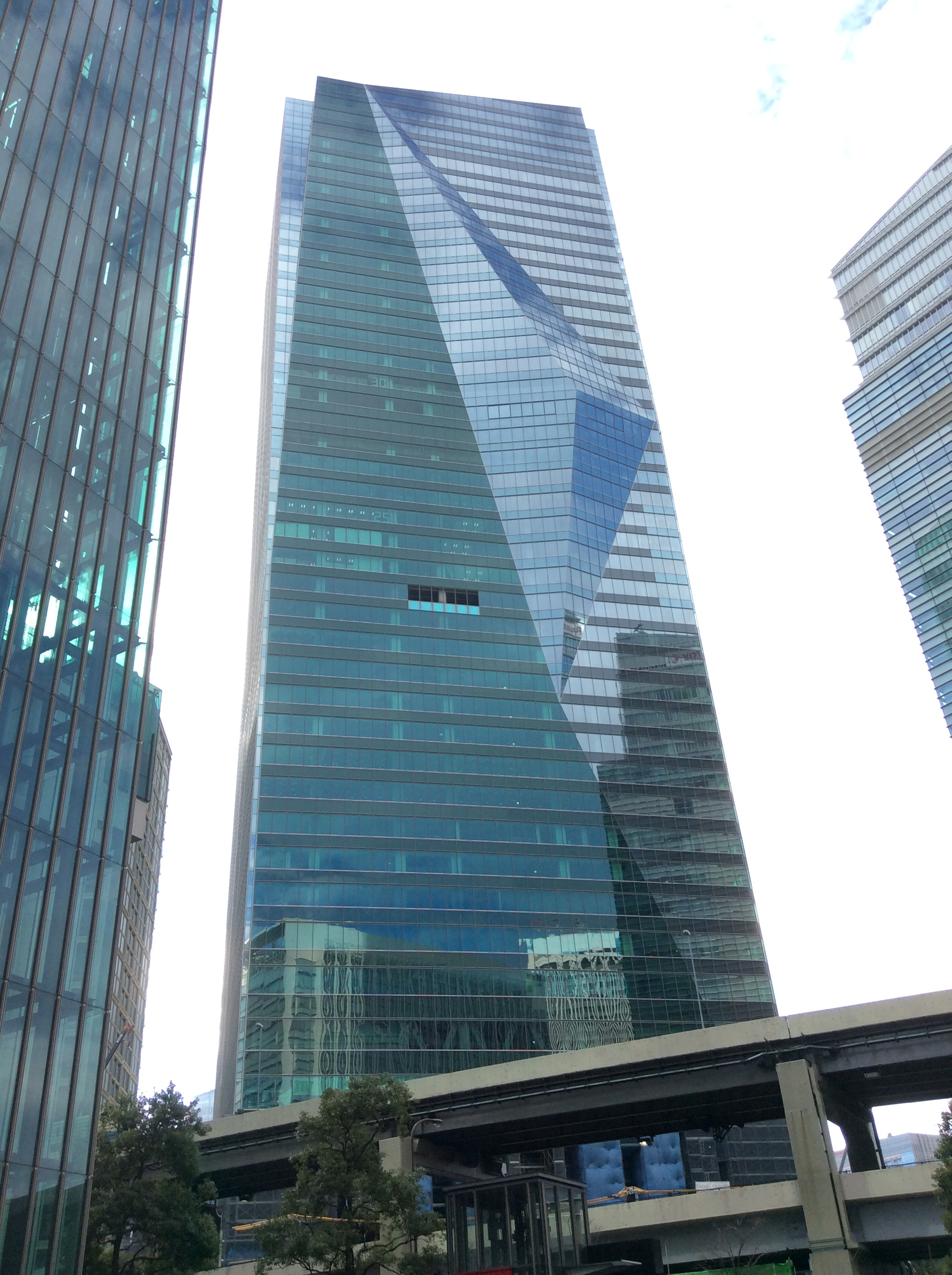
건물 외관(2016년 2월 13일 촬영)
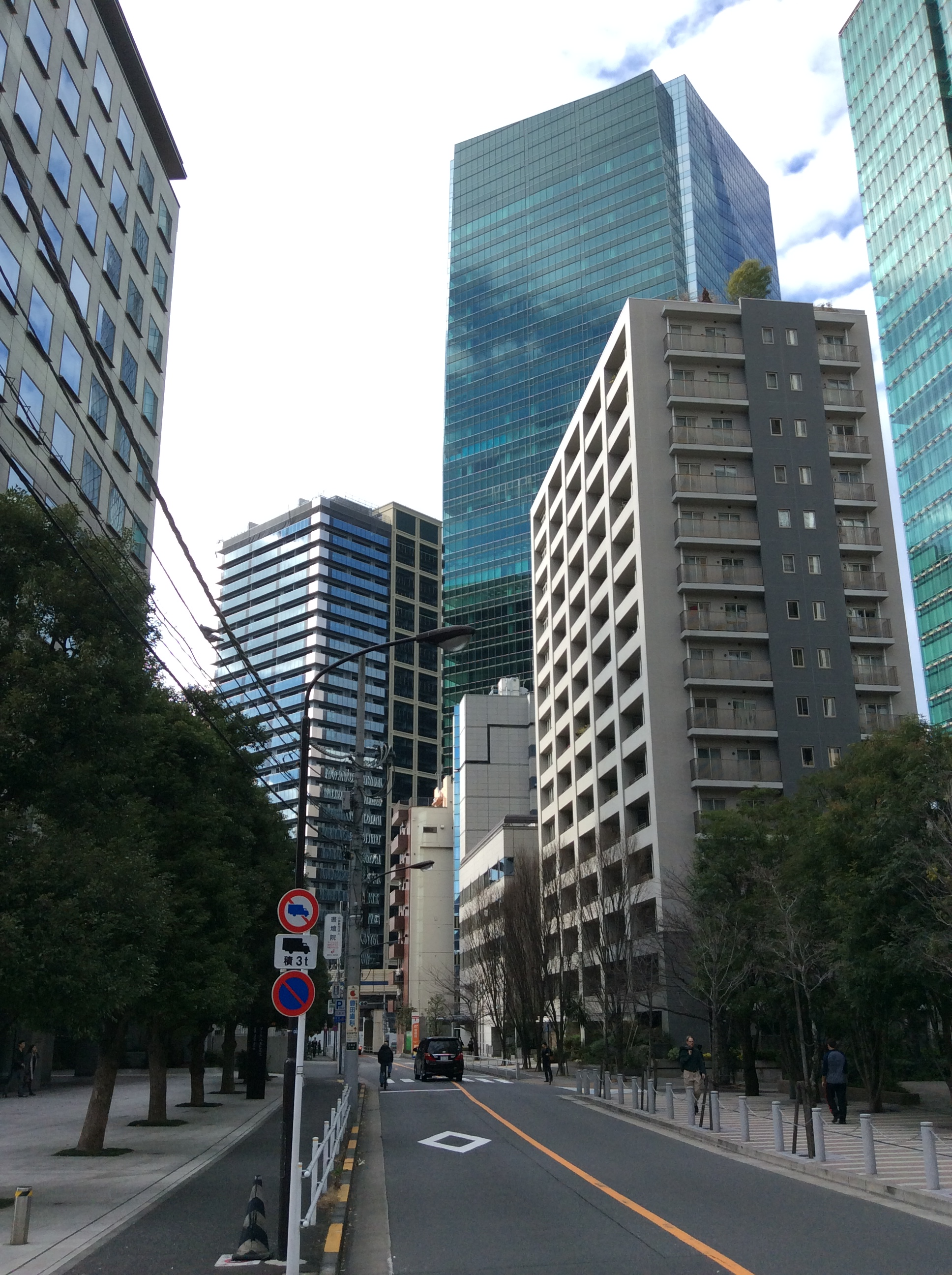
2016년 2월 13일 촬영
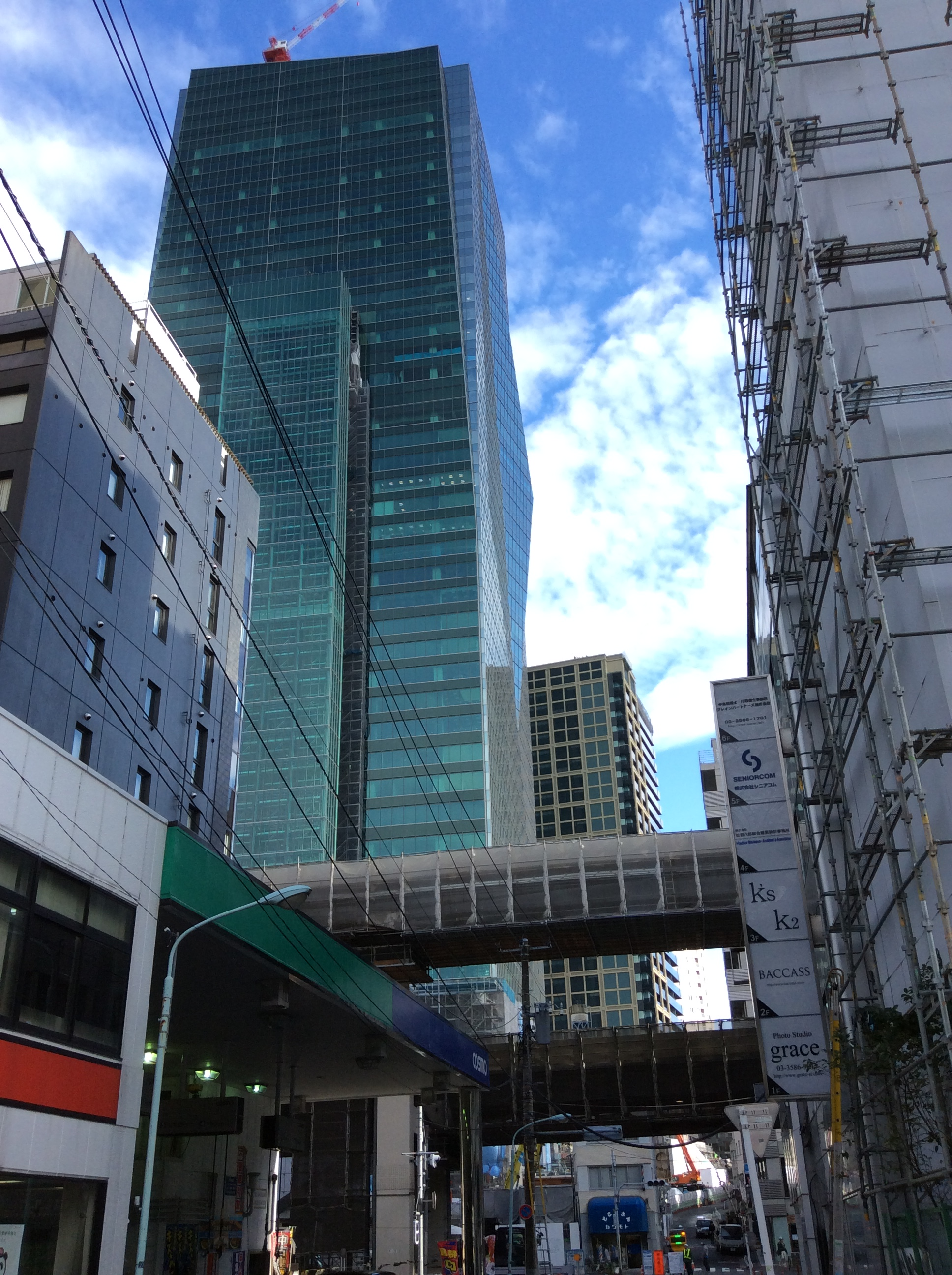
2016년 2월 13일 촬영
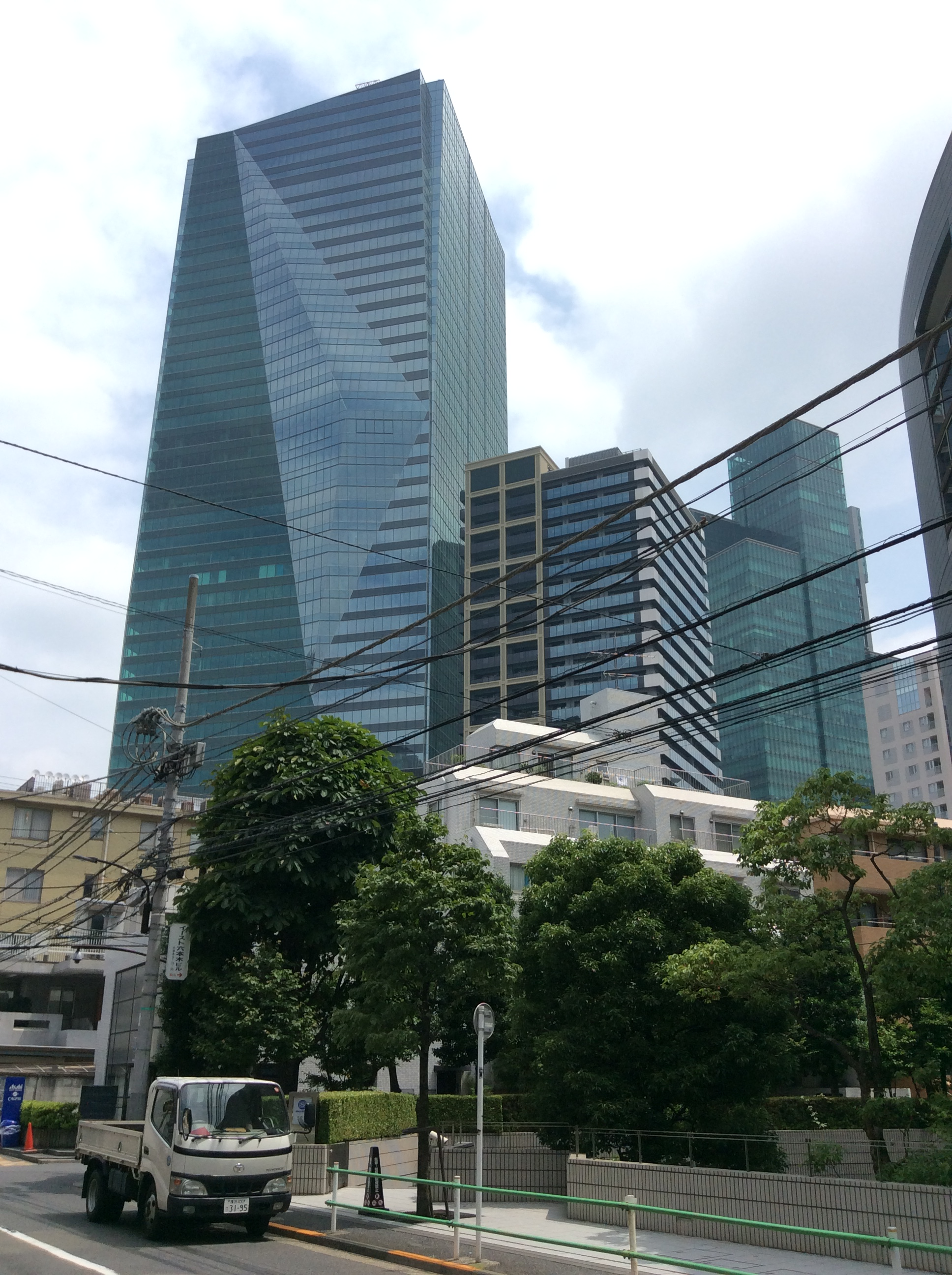
롯폰기 5가(남쪽)에서 바라본 모습(2016년 7월 2일 촬영)

## 같이 보기
- 일본의 마천루 목록
- 도쿄도의 마천루 목록

## 교통 정보
철도
- 도쿄 메트로 난보쿠 선 : 롯폰기 1초메 역에서 도보 2분, 다메이케산노 역에서 도보 7분
- 도쿄 메트로 히비야 선, 도에이 오오에도 선 : 롯폰기 역에서 도보 7분
- 도쿄 메트로 히비야 선 : 가미야초 역에서 도보 9분